# Helmgast
Helmgast AB är ett svenskt rollspelsföretag grundat av ett antal svenska rollspelsveteraner 2014. De startade företaget under devisen "Rollspel på allvar". Företaget har tagit över flera tidigare utgivna rollspel i sin katalog såsom Eon, Kult, Noir och Neotech.   

## Utgivna produkter

### Kult: Divinity lost
Helmgast har givit ut den fjärde utgåvan av Kult med undertiteln "Divinity lost". Spelet finansierades via en kickstarterkampanj som drog in drygt 2,7 miljoner kronor.

### Eon
I samband med att Helmgast startade sin verksamhet tog de även över utgivningen av ett av Sveriges största fantasyrollspel Eon. De har genomfört flera lyckade kickstarterkampanjer för utgivningen av produkter till spelet.

### Noir
Noir är ett dystopiskt rollspel som skapades 2006 och ingår sedan företagets grundande i dess produktkatalog. Helmgast har inte producerat något nytt material till spelet.

### Neotech
Helmgast har givit ut den tredje utgåvan av Neotech, kallat Neotech: Edge. Spelets utgivning finansierades ursprungligen med gräsrotsfinansiering via Kickstarter och drog in närmare 550 000 kr. Helmgast planerar att göra en engelskspråkig översättning av Neotech.

### The Troubleshooters
The Troubleshooters är ett action-äventyrsspel som utspelar sig på 1960-talet. Spelet liknar i sin form och stil fransk-belgiska Tintin och Spirou. Spelet ges ut på engelska och grundspelet finansierades via en Kickstarter-kampanj.

#### Utgivet material
- The troubleshooters core rules (2021[6]) - Grundreglerna, gavs ut i två utgåvor, standard och deluxe.
- The u-boat mystery (2021[7]) - Ett äventyr som utspelar sig i Paris. Gavs ut i två utgåvor: standard och deluxe.

### Kopparhavets hjältar
Kopparhavets hjältar är ett fantasyrollspel som bygger vidare på det material som skapats till världen Ereb Altor som utsprungligen gavs ut till rollspelet Drakar och Demoner. Spelet finansierades via en Kickstarter-kampanj.

#### Utgivet material
- Kopparhavets hjältar - grundreglerna (2020[9])
- Sirenens klagan (2022[10]) - En äventyrskampanj som gräsrotsfinansierades via Kickstarter[11].

### Järn
Järn är ett klanfokuserat fantasyrollspel skapat av Krister Sundelin och gavs ut 2015. 

#### Utgivet material
- Järn - rollspel i en mytisk forntid (2015[12]) - grundregler
- Världsträdets grenar (2018[13]) - Ett supplement som beskriver spelets värld samt hur det kan kopplas ihop med Eons värld Mundana samt världarna i Västmark.

### Hjältarnas tid
Spelet är ett fantasyrollspel riktat mot nybörjare inom rollspel med färdiga rollpersoner och tydliga instruktioner för att komma igång med rollspel direkt.
- Hjältarnas tid (2016[15]) - Grundregler
- Magins väv (2017[16]) - Ett spelsupplement som beskriver magi i Hjältarnas tid
- Sagor från trollskogen (2017[17]) - En äventyrsantologi
- Greve Kallarys skatt (2017[18]) -  Ett äventyr som utspelas i Slingerkusten
- Hjältarnas väg (2018[19]) - En spelarhandbok med mycket nya regler för spelare
- Död kvinnas kista (2018[20]) - Ett äventyr
- Sorgeveden (2018[21]) - En kampanjmodul som beskriver området Sorgeveden